# 성풍속에 관한 죄
성풍속에 관한 죄(性風俗에 關한 罪)는 대한민국 형법 제242조부터 245조에 해당하는 음행매개, 음화반포와 제조, 공연음란죄에 관한 형법 각칙이다. 건전한 성풍속과 개인의 성적 자유를 보호 법익으로 하며, 미수범은 처벌하지 않는다.

## 형법 조항
- 형법 제242조 : 음행매개죄
- 형법 제243조 : 음화등 반포 · 판매 · 임대 · 공연전시죄
- 형법 제244조 : 음화등 제조 · 소지 · 수입 · 수출죄
- 형법 제245조 : 공연음란죄